# Bastos
Bartolomeu Jacinto Quissanga, ismertebb nevén Bastos (Luanda, 1991. november 23. –) angolai válogatott labdarúgó, jelenleg a brazil élvonalbeli Botafogo játékosa.

## Pályafutása
Bastos karrierjét szülőföldjén, Angolában kezdte. 2010 és 2013 között Petro Atléticoban 105 meccsen játszott, ahol 6 gólt szerzett, és kétszer is megnyerte az Angolai kupát.

### Rosztov
2013. július 11-én hároméves szerződést írt alá az orosz élvonalban szereplő Rosztov csapatával. Kulcsszerepet játszott az Krasznodar elleni Orosz Kupa döntőben.

### Lazio
2016. augusztus 17-én a Lazio bejelentette Bastost, akiért 5 millió eurót fizetett a klub. Első gólját a klubnál 2017. szeptember 17-én szerezte, amikor 3–2-re győzött idegenben a Lazio a Genoa ellen.

### Al-Ain FC
2020. október 22-én csatlakozott a szaúd-arábiai Al-Ain FC-hez.

### El-Áhlí
2022. szeptember 8-án szabadon igazolhatóként csatlakozott a szaúd-arábiai El-Áhlí csapatához.

## Válogatottban
2011. augusztus 10-én, a Libéria elleni 0–0-s döntetlennel végződő meccsen debütált a válogatottban. Részt vett a 2013. évi Afrika Nemzetek Kupán.

### Góljai az angolai válogatottban
| #  | Dátum             | Ellenfél | Eredmény | Kiírás              | Esemény |
| -- | ----------------- | -------- | -------- | ------------------- | ------- |
| 1. | 2014. május 28.   | Marokkó  | 2 – 0    | Barátságos mérkőzés | 51' 87' |
| 2. | 2014. október 15. | Lesothó  | 4 – 0    | ANK-selejtező       | 2' 74'  |

## Magánélete
2016 novemberében Bastos öccse, Nandinho aláírt Rosztovhoz.

## Sikerei, díjai

### Klubcsapatokan
Rosztov
- Orosz kupagyőztes: 2013–14

 Lazio
- Olasz kupagyőztes: 2018–19
- Olasz szuperkupa-győztes: 2019

 El-Áhlí
- Szaúd-arábiai másodosztály (aranyérmes): 2022–23

### Válogatottban
Angola
- Four Nations torna bronzérmes: 2018[9]